# 細線鬚鯊
哈欽斯鬚鯊（學名：Orectolobus leptolineatu），為軟骨魚綱鬚鯊目鬚鯊科鬚鯊屬的一種。分布於西太平洋，包括澎湖群島、菲律賓、印尼海域，深度20至110公尺，本魚體延長，前部寬扁，後部細小，頭相當寬扁，背部顏色為棕黃色，背部和側面呈深棕色條狀，其背部和上表面的成對鰭具有蠕蟲狀圖案，軀幹腹面蒼白，有分枝的鼻觸鬚，單裂片最多3個，同時還有3-4個分枝裂片。背鰭長得很高，第一背鰭靠近腹鰭，上顎有23排牙齒，體長可達112公分，棲息在大陸棚礁沙混合區域，為底棲性魚類，屬肉食性，以硬骨魚、甲殼類、貝類為食，卵胎生，生活習性不明，偶爾被延繩釣所捕獲。